# Drentsche patrijshond
Drentsche patrijshond är en hundras från Nederländerna. Den är en stående fågelhund av spanieltyp, besläktad med kleiner münsterländer och épagneul français. Patrijshond syftar på att den använts till jakt på rapphöna. Dess ursprung är förlagt till den nederländska provinsen Drenthe. Det brukar hävdas att den kom dit under det spanska styret under andra halvan av 1500-talet. Den äldre spanieltyp som patrijshonden representerar finns avbildad på holländska målningar från 1600-talet. Som ras blev den erkänd 1942 och rasklubben i hemlandet bildades 1948.